# (500564) 2012 UU58
(500564) 2012 UU58 es un asteroide perteneciente al cinturón de asteroides descubierto el 18 de marzo de 2009 por el equipo del Spacewatch desde el Observatorio Nacional de Kitt Peak, Arizona, Estados Unidos.

## Designación y nombre
Designado provisionalmente como 2012 UU58.

## Características orbitales
2012 UU58 está situado a una distancia media del Sol de 3,130 ua, pudiendo alejarse hasta 3,604 ua y acercarse hasta 2,657 ua. Su excentricidad es 0,151 y la inclinación orbital 19,85 grados. Emplea 2023,42 días en completar una órbita alrededor del Sol.

## Características físicas
La magnitud absoluta de 2012 UU58 es 16,2. 